# Sonate pour piano no 1 de Beethoven
Pour les articles homonymes, voir Sonate pour piano (homonymie).
La Sonate pour piano no 1 en fa mineur, op. 2 no 1, de Ludwig van Beethoven, fut composée entre 1794 et 1795 et dédiée avec les sonates no 2 et nº 3 à son maître Joseph Haydn.

## Contexte
La Sonate pour piano no 1 est la première sonate publiée par Beethoven, mais le jeune Ludwig avait déjà composé trois petites  Sonates pour l'Électeur de Cologne, entre 1782 et 1783, alors qu'il était encore à Bonn. Ces trois pièces restent connues sous le nom de Sonates à l'Électeur et comptent parmi ses toutes premières compositions (WoO 47).
Cette sonate fut composée en même temps que les nos 2 et 3. Ces trois œuvres font partie des premières pages significatives de Beethoven, qui avait vingt-cinq ans au moment de leur parution. Le compositeur les dédia à Joseph Haydn qui avait été son professeur de novembre 1792 à janvier 1794. La critique et le public les accueillirent chaleureusement, leur dédicataire un peu moins : « Vous ne manquez pas de talent, mais il vous faut encore vous instruire » aurait dit Haydn à Beethoven qui venait de lui jouer les sonates[réf. souhaitée]. On sait que les rapports entre les deux hommes ne furent pas toujours faciles, et que Haydn tolérait difficilement l'audace et l'indiscipline de son élève.

## Structure
La sonate comporte quatre mouvements et son exécution dure un peu moins de 20 minutes :
1. Allegro
2. Adagio
3. Menuetto ; Allegretto
4. Prestissimo

### Premier mouvement: Allegro
Le premier mouvement, chiffré en  (
), est écrit en forme sonate. Le premier thème consiste en un arpège ascendant qui n'est pas sans rappeler les premières mesures du finale de la 25e symphonie de Mozart. Le second thème, en la bémol majeur, est accompagné à la basse par des octaves en croches. L'exposition s'achève par deux codettas qui consistent en deux séries de gammes descendantes en la bémol majeur. Le développement s'ouvre avec le thème initial, cette fois en la bémol majeur, mais c'est principalement le second thème qu'on y retrouve, en fa mineur. La réexposition diffère peu de l'exposition, à ceci près qu'elle reste tout du long en fa mineur. La coda est courte.

### Deuxième mouvement: Adagio
Le deuxième mouvement s'ouvre sur un thème lyrique en 3/4, en fa majeur. Il est suivi d'un passage de transition animé en ré mineur, puis d'un passage en triples croches en do majeur. Le premier thème revient alors sous une forme ornementée. Le mouvement s'achève sur une variation en fa majeur de la section en do majeur précédemment entendue.

### Troisième mouvement: Menuetto; Allegretto
Le troisième mouvement est un menuet de forme classique en fa mineur. Il comporte deux sections répétées suivies par un trio en fa majeur également en deux sections répétées. Le mouvement s'achève sur un retour du premier thème.

### Quatrième mouvement: Prestissimo
Le quatrième mouvement est comme le premier en forme sonate, en fa mineur et en 2/2. L'exposition s'accompagne de triolets de croches incessants. Le premier thème se base sur trois accords joués staccato à la noire. Un passage de transition mène à un thème également animé mais plus lyrique, en do mineur. Les accords du premier thème reviennent pour achever l'exposition. Alors qu'on attend le début du développement, c'est un thème entièrement nouveau en la bémol qui fait son entrée. Il est suivi d'une retransition basée sur le premier thème. La réexposition reprend les premier et second thèmes en fa mineur. Il n'y a pas de coda mais un simple arpège descendant – en triolets de croches – pour conclure le morceau.
À remarquer, la proximité du thème avec la chanson Poupée de cire, poupée de son écrite par Serge Gainsbourg.

## Fichiers audio

### Interprétation d'Arthur Schnabel

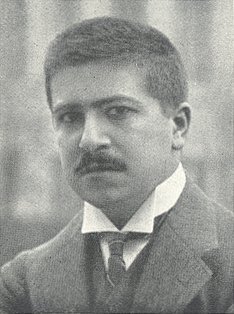
Arthur Schnabel en 1916

- Allegro
- Adagio
- Menueto e Trio
- Prestissimo